# قناة حمم

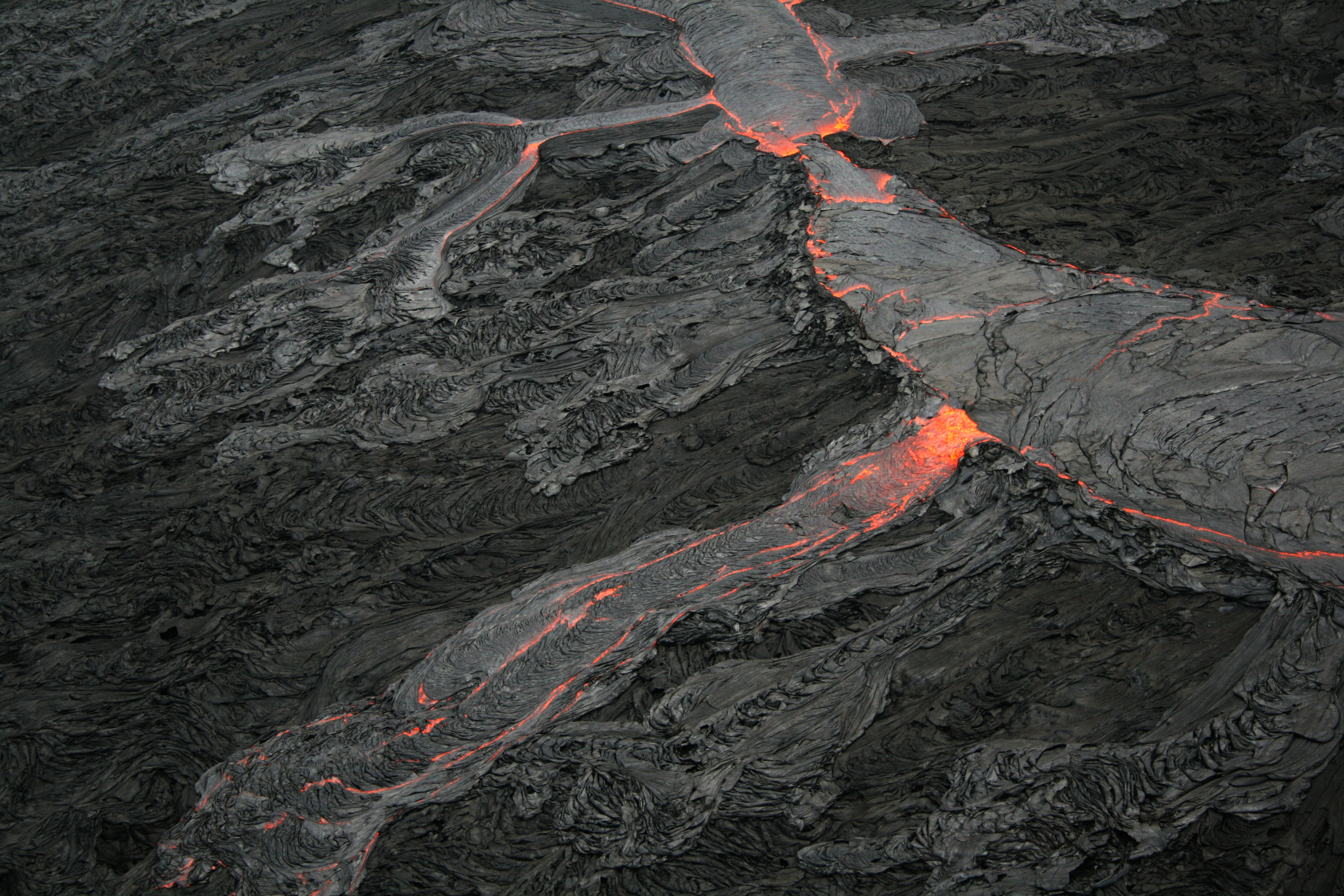
حمم باهوايهو (Pāhoehoe) تتدفق عبر جزيرة هاواي. تظهر الصورة بعض الفيضانات لقناة الحمم الرئيسية.

قناة الحمم هي تيار من الحمم السائلة الموجودة داخل مناطق هامشية من الحمم الثابتة (أي الصلبة) أو السدود. وقد لا تحتوي القناة الأولية على سدود في حد ذاتها، حتى يتصلب التدفق الرئيسي فوق ما يتطور إلى قناة ويخلق سدودًا بسيطة. وهذا السد الأولي يسمح ببناء سد وقناة أكثر تعقيدًا. ومع تدفق الحمم عبر القناة، ينبض الجزء العلوي من سطح تدفق الحمم ويمكن أن تفيض الحمم من فوق جدران القناة المرتبطة لتخرج خارج القناة وفوق السدود القائمة، وبالتالي تكوين ما يُعرف باسم سدود الفيضان. وتعمل سدود الفيضان على زيادة ارتفاع وعرض السد الأصلي. وعادة ما تكون الحمم التي تتدفق في قنوات الحمم بازلتية في تكوينها.